# 貝爾維爾 (北卡羅萊納州)
貝爾維爾（英語：Belville）是一個位於美國北卡羅萊納州不倫瑞克縣的城鎮。

## 人口
根據2020年美國人口普查的數據，貝爾維爾的面積為5.15平方千米，當中陸地面積為4.41平方千米，而水域面積為0.73平方千米。當地共有人口2406人，而人口密度為每平方千米467人。